# Silongo
Silongo is een bestuurslaag in het regentschap Sijunjung van de provincie West-Sumatra, Indonesië. Silongo telt 873 inwoners (volkstelling 2010).